# Alexander Mell
Pour les articles homonymes, voir Mell.
Alexander Mell, né le 17 février 1850 à Prague et mort le 30 septembre 1931 à Vienne, est un enseignant pour aveugles autrichien. 

## Biographie

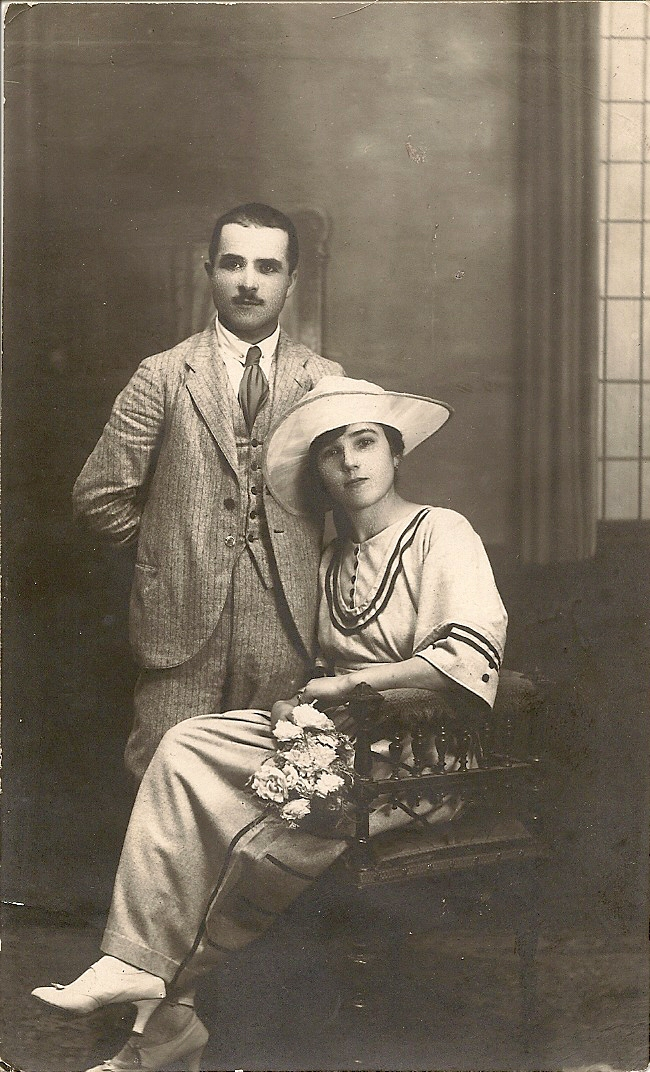
George Halarevici et Mathilda Mell, la fille d'Alexander Mell.

Alexander Mell est le fils de l'officier austro-hongrois Alexander Mell et de son épouse Josefa von Rosenbaum. Il est le frère de l'historien Anton Mell (de).
Il étudie les sciences naturelles à l'Université de Graz et devient professeur au lycée de Maribor à partir de 1876. Il épouse Marie Rocek. Avec elle, il aura quatre enfants, dont l'écrivain Max Mell, l'enseignante pour aveugle Mathilda Mell et l'actrice Mary Mell.
En 1886, il est appelé à Vienne et chargé de la direction de l'Institut impérial et royal de formation pour aveugles. Sous son égide, cet institut dispose de sa propre imprimerie en Braille et d'une bibliothèque de prêt pour aveugles. En plus d'améliorer l'enseignement, Mell veille également à ce que les enseignants spécialisés soient correctement formés.
Entre 1896 et 1898, Mell fait rénover le bâtiment de l'institut de Vienne et en 1910 il fait construire une maison de vacances pour aveugles à Waldamt-Prolling, en Basse-Autriche qui est probablement la première du genre. Il a également agrandi le Musée pour les aveugles de Vienne, fondé par Johann Wilhelm Klein (en), et a ainsi fait connaître l'histoire de l'éducation des aveugles à la société.
Grâce à ses contacts internationaux, Mell amène le 23e Congrès des professeurs allemands pour aveugles à Vienne. Pendant la Première Guerre mondiale, il s'occupe activement des aveugles de guerre et s'efforce de les réinsérer dans la vie professionnelle. L'Autriche le remercie en lui attribuant le titre honorifique de Hofrat (de).
À partir de 1914, il est responsable en tant qu'inspecteur de toutes les institutions autrichiennes pour aveugles. En 1919, il demande sa retraite.
Les magazines Der Blindenfreund et Eos avaient en lui l'un de leurs rédacteurs les plus compétents. Même après sa retraite, Mell a continué à y publier.
Il meurt le 30 septembre 1931 à Vienne à l'âge de 81 ans. En 1968, la rue Alexander-Mell-Gasse à Vienne-Donaustadt (22e arrondissement) a été nommée en son honneur.

## Publications
- 1894 : Über den Kontakt der blinden Kinder mit der Natur
- 1899 : Enzyklopädisches Handbuch des Blindenwesens
- 1901 : Blinde Leser
- 1904 : Geschichte des k.u.k. Blinden-Erziehungs-Institut in Wien
- 1913 : Ratschläge zur Erziehung blinder Kinder